# 夕陽 (納斯小子歌曲)
〈夕陽〉是美国男歌手利尔·纳斯·X於2021年5月21日發行的單曲。